# Ронкаљија (Алесандрија)
Ронкаљија је насеље у Италији у округу Алесандрија, региону Пијемонт.
Према процени из 2011. у насељу је живело 119 становника. Насеље се налази на надморској висини од 136 м.